# 點群
在數學裡，點群是指固定一點不動之幾何對稱（等距同構）的群。

## 簡介
點群存在於任一維度的歐幾里得空間中。一個離散之二維點群有時會被稱為薔薇圖案群（rosette group），且被用來描述裝飾品的對稱性。三維點群則大量地被使用於化學之中，尤其是在描述一個分子和形成共價鍵之分子軌道的對稱性，且在一些文獻中亦會被稱成分子點群。
在每一個維度裡都有著無限多個離散點群。但晶體侷限定理說只存在有限多個和平移對稱相容的離散點群。在一維裡有2個，二維裡有10個，三維裡則有32個，這些點群稱做晶體點群。

香港區旗上的洋紫荊有著C_{5}對稱；每片花瓣上的星形則有著D_{5}對稱。

## 二維中
二維點群可以分成兩個不同的種類，根據其對稱性是只有旋轉而已，還是亦包括鏡射。其循環群Cn（Zn抽象群類型）由360/n度和其整數倍的旋轉所構成。例如，卐有一對稱群C4，是由0度、90度、180度及270度等旋轉所構成的。正方形的對稱群屬於二面體群Dn（Dihn抽象群類型）的類型，包含和旋轉一樣多的鏡射。圓的無限旋轉對稱表示其鏡射對稱也是無限的，但形式上，圓群S1是不同於Dih（S1）的，因為其明確地包含了鏡射。
一個無限群不一定需要是連續的；例如，存在一由360/√2度的整數倍之旋轉組成的群，其中並不包含有180度的旋轉。
n=1,2,3,4,6的Cn和Dn可以和平移對稱相結點，有時還可以以不只一種的方式。因此，這十個群可以產生出17個壁紙群。

## 三維中
更複雜的對稱產生於三維之中，詳見三維點群。

## 一般性
在任何維數d裡，所有可能的定點等距同構之連續群為正交群，標記為O(d)；且其所有可能的旋轉之連續子群為特殊正交群，標記為SO(d)。這並不是向夫立符號，而是從李群理論中生出的習慣標記。

## 另見
- 晶體學
- 晶體點群
- 壁紙群（英语：Wallpaper group）

## 外部連結
- Downloadable point group tutorial（Mac and Windows only）
- Molecular symmetry examples
- Web-based point group tutorial （页面存档备份，存于）（needs Java and Flash）